# Bub oder Mädel
Bub oder Mädel ist eine Operette in einem Vorspiel und zwei Akten des Komponisten Bruno Granichstaedten; für das Libretto zeichneten Felix Dörmann und Adolf Altmann verantwortlich. Die Uraufführung war am 13. November 1908 im Johann Strauß-Theater in Wien.

## Handlung
Vorspiel – Im Salon bei Fritz Ragan
Als Libertin hat Fritz Ragan bis jetzt ein ausschweifendes Leben geführt. Nun schuldet er den Geldverleihern viel Geld: Karpel 80.000 Kronen, Knicker 70.000 Kronen und Ripp 120.000 Kronen. Dies hatten ihm diese Summen allein auf die Tatsache geliehen, der einzige erbberechtigte Verwandte des alten Fürsten Johann Georg Ragan zu sein.
Dieser hatte aber erneut geheiratet und nun steht die Geburt eines Stammhalters bevor. Sollte es sich nämlich um einen Buben handeln, erbt Fritz Ragan nichts. Ein Diener meldet nun die Geburt eines Sohnes und die Geldverleiher verzweifeln. Nur Bankier Kühnemann versucht mit einem listigen Plan dennoch wieder an sein Geld zu kommen.
In Biarritz wird die Ankunft einer Gruppe amerikanischer Millionärstöchter erwartet und die wollen sich in Europa adelige Ehemänner suchen. Mit finanzieller Unterstützung soll Fritz Ragan nach Biarritz reisen und sich mit einer reichen Amerikanerin verheiraten. Da Fritz keinen Ausweg aus seiner prekären Situation weiß, stimmt er diesem Plan zu. Er verabschiedet sich von seiner Geliebten Mary und reist unter Aufsicht Kühnemanns nach Biarritz.
1. Akt – Hotelterrasse in Biarritz
Die Amerikanerinnen sind angekommen und Bankier Kühnemann hat auch schon in Miß Gwendolin eine passende Ehefrau für Fritz gefunden. Nach dessen Ermittlungen soll diese an die 40 Mio. $ Mitgift erhalten. In Wirklichkeit ist Miß Gwendolin aber arm wie eine Kirchenmaus. Kühnemann selbst stellt Fritz der Amerikanerin Gwendolin vor, doch plötzlich taucht dessen Geliebte Mary auf und versucht aus Eifersucht diese Verbindung zu verhindern. Gwendolin und Fritz verlieben sich aber ineinander und Kühnemann erfährt angelegentlich, dass Gwendolin arm ist. Fritz Ragan nimmt keinerlei Rücksicht auf seine Gläubiger, gesteht Gwendolin seine Lieben und macht ihr einen Heiratsantrag.
2. Akt – Zirkus Musotti
Fritz Ragan ist gezwungen den Lebensunterhalt für sich und Gwendolin selbst zu verdienen. Deshalb nahm er ein Engagement als Zirkusreiter beim Zirkus Musotti an. Heimlich reist Kühnemann den beiden nach, denn er hofft immer noch auf die Rückzahlung der Schulden. Gwendolin soll auf Wunsch ihrer Eltern nicht Fritz, sondern den reichen Mr. Roberts heiraten. Als Mr. Roberts erscheint, trifft er auf Mary, die ihn über die aktuellen Ereignisse aufklärt. Zum Schluss erscheint auch noch der alte Fürst Johann Georg und setzt Fritz wieder als Universalerben ein. Es stellte sich heraus, dass die Ehefrau von Fürst Johann Georg diesem untreu gewesen war und darum deren Sohn als „illegitim“ von der fürstlichen Erbfolge ausgeschlossen wurde.